# Discografia formației Pussycat Dolls
Discografia grupului muzical american Pussycat Dolls se compune din zece discuri single, două albume, un DVD și un EP. Formația a debutat în anul 2004 cu piesa „Sway”, inclusă pe coloana sonoră a filmului Dansăm. Primul single, intitulat „Don't Cha”, a fost lansat însă în anul următor. Acesta a devenit unul dintre cele mai bine clasate cântece ale anului și rămâne până astăzi cea mai cunoscută înregistrare a grupului. Albumul de debut, PCD, s-a comercializat în peste 7 milioane de exemplare la nivel mondial, fiind premiat cu multiple discuri de aur și platină. De pe acest material au mai fost lansate alte cinci discuri single, toate obținând poziții de top 10 în clasamente. Cântecul „Stickwitu” a fost nominalizat la Premiile Grammy, la categoria „Cea mai bună interpretare vocală a unui duet sau grup”.
Cel de-al doilea album de studio, Doll Domination, a fost lansat în septembrie 2008. Primul cântec lansat de pe acest material, „When I Grow Up”, a obținut poziții de top 10 în apropape toate topurile unde a activat. De asemenea, de pe Doll Domination au mai fost lansate piesele „Whatcha Think About That” și „I Hate This Part”.

## Albume
| An   | Titlu | Poziția maximă | Poziția maximă | Poziția maximă | Poziția maximă | Poziția maximă | Poziția maximă | Poziția maximă | Poziția maximă | Vânzări                                               |
| An   | Titlu | SUA            | UK             | AUS            | GER            | IRL            | ELV            | NZ             | UWC            | Vânzări                                               |
| ---- | --- | -------------- | -------------- | -------------- | -------------- | -------------- | -------------- | -------------- | -------------- | ----------------------------------------------------- |
| 2005 | PCD - Primul album de studio - Lansat pe data de: 13 septembrie 2005 - Casă de discuri: A&M Records - Formate: Compact Disc, descărcare digitală                       | 5              | 7              | 8              | 6              | 7              | 9              | 1              | 7              | - În SUA: 2,9 milioane - La nivel mondial: 7 milioane |
| 2008 | Doll Domination - Cel de-al doilea album de studio - Lansat pe data de: 23 septembrie 2008 - Casă de discuri: A&M Records - Formate: Compact Disc, descărcare digitală | 4              | 4              | 4              | 10             | 6              | 7              | 8              | 5              | - În SUA: 400.000 - La nivel mondial: 1 milion        |

## DiscuriEP
| An   | Titlu                                         | Note                                               |
| ---- | --------------------------------------------- | -------------------------------------------------- |
| 2006 | Sessions@AOL - Lansat pe data de 4 iulie 2006 | - Lansat în format digital, prin magazinul iTunes. |

## Discuri single
| An                   | Single                        | Poziția maximă | Poziția maximă | Poziția maximă | Poziția maximă | Poziția maximă | Poziția maximă | Poziția maximă | Poziția maximă | Poziția maximă | Poziția maximă | Poziția maximă | Poziția maximă | Poziția maximă | Poziția maximă | Poziția maximă | Album           |
| An                   | Single                        | S.U.A.         | S.U.A. Digital | CAN            | UK             | IRL            | BEL            | GER            | FRA            | ELV            | AUT            | ROM            | AUS            | NZL            | EUR            | UWC            | Album           |
| -------------------- | ----------------------------- | -------------- | -------------- | -------------- | -------------- | -------------- | -------------- | -------------- | -------------- | -------------- | -------------- | -------------- | -------------- | -------------- | -------------- | -------------- | --------------- |
| 2005                 | „Don't Cha”                   | 2              | 2              | 1              | 1              | 1              | 1              | 1              | 6              | 1              | 2              | 1              | 1              | 1              | 1              | 1              | PCD             |
| 2005                 | „Stickwitu”                   | 5              | 7              | 3              | 1              | 2              | 5              | 11             | 17             | 6              | 11             | 8              | 2              | 1              | 2              | 2              | PCD             |
| 2006                 | „Beep”                        | 13             | 6              | 5              | 2              | 2              | 1              | 5              | 10             | 6              | 7              | 33             | 3              | 1              | 2              | 5              | PCD             |
| 2006                 | „Buttons”                     | 3              | 3              | 5              | 3              | 4              | 4              | 4              | 12             | 3              | 1              | 9              | 2              | 1              | 7              | 5              | PCD             |
| 2006                 | „I Don't Need a Man”          | 93             | —              | 7              | 7              | 9              | 7              | 11             | 12             | 15             | 19             | 4              | 6              | 7              | 14             | 30             | PCD             |
| 2006                 | „Wait a Minute”[A]            | 28             | 20             | 20             | 108            | —              | 18             | 20             | —              | 41             | 49             | 1              | 16             | 24             | 69             | 39             | PCD             |
| 2008                 | „When I Grow Up”              | 9              | 5              | 3              | 3              | 2              | 3              | 7              | 2              | 10             | 9              | 6              | 2              | 5              | 3              | 6              | Doll Domination |
| 2008                 | „Whatcha Think About That”[B] | 108            | —              | 66             | 9              | 12             | —              | —              | —              | —              | —              | —              | —              | —              | 24             | —              | Doll Domination |
| 2008                 | „I Hate This Part”            | 11             | 4              | 5              | 12             | 9              | 5              | 11             | 3              | 9              | 7              | 1              | 10             | 9              | 4              | 10             | Doll Domination |
| 2009                 | „Bottle Pop”[C]               | —              | —              | 88             | —              | —              | —              | —              |                | —              | —              | —              | 17             | 17             | —              | —              | Doll Domination |
| 2009                 | „Jai Ho!”                     | 15             | 7              | 4              | 3              | 1              | 3              | 29             | 3              | 7              | 18             | 2              | 1              | 2              | 2              | 7              | Doll Domination |
| 2009                 | „Hush Hush”                   | 73             | —              | 41             | 17             | 13             | 47             | 44             | 5              | 30             | 38             | 5              | 10             | —              | 44             | 34             | Doll Domination |
| Discuri promoționale |                               |                |                |                |                |                |                |                |                |                |                |                |                |                |                |                |                 |
| 2004                 | „Sway”[D]                     | —              | —              | —              | —              | —              | —              | —              | —              | —              | —              | 28             | —              | —              | —              | —              | PCD             |
| 2009                 | „Top of the World”            | 79             | 53             | 53             | —              | —              | —              | —              | —              | —              | —              | —              | —              | —              | —              | —              | Doll Domination |

Note
- A ^ Lansarea discului „Wait a Minute” în Irlanda și Regatul Unit a fost anulată, însă acesta a intrat în clasamente datorită numărului semnificativ de descărcări digitale.
- B ^ „Whatcha Think About That” a fost lansat ca disc single doar în Canada, Irlanda, Regatul Unit și Statele Unite ale Americii.
- C ^ „Bottle Pop” a fost oferit spre difuzare posturilor de radio de muzica dance din S.U.A. și a fost lansat doar în Oceania.
- D  „Sway” a fost lansat ca disc promoțional în Statele Unite ale Americii în anul 2004, însă doi ani mai târziu, acesta a întrat în Romanian Top 100.

### Alte cântece intrate în clasamente
| An   | Cântec          | Poziția maximă | Poziția maximă | Poziția maximă | Poziția maximă | Poziția maximă | Album           |
| An   | Cântec          | SUA Pop        | CAN            | CAN Digital    | RUS            | UCR            | Album           |
| ---- | --------------- | -------------- | -------------- | -------------- | -------------- | -------------- | --------------- |
| 2004 | „Beep”[E]       | 92             | —              | —              | —              | —              | PCD             |
| 2008 | „Bottle Pop”[E] | —              | 88             | 53             | —              | —              | Doll Domination |
| 2008 | „Hush Hush”[E]  | —              | —              | —              | 1              | 5              | Doll Domination |

Note
- E ^ Cântecul a intrat în clasamente înaintea lansării sale ca disc single.

## Colaborări incluse doar pe albumele altor interpreți
| An   | Cântec        | Artist/Grup           | Album      | Referință |
| ---- | ------------- | --------------------- | ---------- | --------- |
| —    | „Disco Bitch” | Cee-Lo și Jazze Pha   | Happy Hour | [ 14 ]    |
| 2008 | „Grown Man”   | New Kids on The Block | The Block  | [ 15 ]    |

## Cântece neincluse pe albume
| Cântec            | Textier(i)                                         | Referință |
| ----------------- | -------------------------------------------------- | --------- |
| „Barely Breathe”  | Ryan Tedder                                        | [ 16 ]    |
| „Glamour Girl”    | Static Major, Scott Storch                         | [ 17 ]    |
| „Here for Ya”     | Static Major, Scott Storch                         | [ 18 ]    |
| „It's on Tonight” | Static Major, Scott Storch                         | [ 19 ]    |
| „Just Say Yes”    | Lee Garret, Gary Lightbody                         | [ 20 ]    |
| „Keep It Movin'”  | Static Major, Scott Storch                         | [ 21 ]    |
| „Mr. Operator”    | Static Major                                       | [ 22 ]    |
| „Santa Baby”      | Joan Javits, Philip Springer, Tony Philip Springer | [ 23 ]    |

| Cântec             | Textier(i)                 | Referință |
| ------------------ | -------------------------- | --------- |
| „Streetlife”       | Static Major, Scott Storch | [ 24 ]    |
| „Ta Ta”            | Static Major               | [ 25 ]    |
| „Too Woman”        | Static Major               | [ 26 ]    |
| „Top of the World” |                            |           |
| „U Don't Own Me”   | Static Major               | [ 27 ]    |
| „Whatever Happens” | Ryan Tedder                | [ 28 ]    |

## Certificări

### Albume
| - PCD Australia: Triplu disc de platină; Austria: Disc de aur; Canada: Dublu disc de platină; Elveția: Disc de aur; Europa: Dublu disc de platină; Franța: Disc de aur; Germania: Disc de platină; Irlanda: Dublu disc de platină; Noua Zeelandă: Dublu disc de platină; Olanda: Disc de aur; Polonia: Disc de platină; Regatul Unit: Triplu disc de platină; Ungaria: Disc de aur; Statele Unite ale Americii: Disc de platină; United World Chart: Dublu disc de platină; | - Doll Domination Australia: Disc de aur; România: Disc de aur; Rusia: Disc de platină; |

### Discuri single
| - „Don't Cha” Australia: Dublu disc de platină; Austria: Disc de aur; Belgia: Disc de aur; Elveția: Disc de aur; Germania: Disc de aur; Noua Zeelandă: Disc de aur; Suedia: Disc de aur; Regatul Unit: Disc de argint; Statele Unite ale Americii: Disc de platină; United World Chart: Triplu disc de platină; - „Stickwitu” Australia: Disc de platină; Noua Zeelandă: Disc de aur; Statele Unite ale Americii: Disc de platină; United World Chart: Dublu disc de platină; | - „Beep” Australia: Disc de aur; Noua Zeelandă: Disc de aur; Suedia: Disc de aur; United World Chart: Disc de platină; - „Buttons” Australia: Disc de platină; Belgia: Disc de aur; Noua Zeelandă: Disc de aur; Statele Unite ale Americii: Disc de platină; United World Chart: Dublu disc de platină; - „I Don't Need a Man” Australia: Disc de platină; - „When I Grow Up” Australia: Disc de platină; Noua Zeelandă: Disc de aur; Statele Unite ale Americii: Disc de platină; United World Chart: Disc de platină; |

## DVD-uri
| An   | Detalii DVD                                                                                            | Certificări                             | Detailii |
| ---- | --- | --------------------------------------- | --- |
| 2006 | Pussycat Dolls: Live from London - Lansare: 5 decembrie 2006 - Studio: A&M                             | - AUS: Platină - CAN: Platină - NZ: Aur | - Concert live înregistrat în Londra, iulie 2006 - Include interviuri și înregistrări de după cadru, precum și videoclipuri muzicale pentru „Don't Cha”, „Beep”, „Stickwitu”, „Buttons”, „I Don't Need a Man” și „Wait a Minute” - A ajuns pe locul treisprezece de pe graficul muzicii pe DVD din Australia |
| 2009 | Robin Antin's Pussycat Dolls Workout - Lansare: 15 decembrie 2009 - Studio: Anchor Bay                 |                                         | - Video de instruire cu exerciții cu participarea lui Robin Antin, Nicole Scherzinger, Jamie Lee Ruiz și Chrystina Sayers - Include antrenament de dans pentru „Don’t Cha”, „Buttons” și un dans în stil Burlesque, plus interviuri cu Antin și Scherzinger                                                  |
| 2011 | Robin Antin's Pussycat Dolls 2: Dancer’s Body Workout - Lansare: 4 octombrie 2011 - Studio: Anchor Bay |                                         | - Video de instruire cu exerciții cu participarea lui Robin Antin |

## Coloane sonore pentru filme și seriale
- 2004: Dansăm? — „Sway”
- 2005: Despre dragoste și alte aiureli — „Don't Cha”
- 2006: John Tucker trebuie să moară — „Don't Cha”
- 2007: Norbit — „Don't Cha”
- 2008: The Hills — „When I Grow Up”
- 2008: Iepurașul casei — „When I Grow Up”
- 2008: 90210 — „When I Grow Up”
- 2009: The City - „Top of the World”

## Videoclipuri
| An   | Cântec                     | Album           | Regizor          | Referință |
| ---- | -------------------------- | --------------- | ---------------- | --------- |
| 2004 | „Sway”                     | PCD             | Steve Antin      | [ 73 ]    |
| 2005 | „Don't Cha”                | PCD             | Paul Hunter      | [ 73 ]    |
| 2005 | „Stickwitu”                | PCD             | Nigel Dick       | [ 73 ]    |
| 2006 | „Beep”                     | PCD             | Benny Boom       | [ 73 ]    |
| 2006 | „Buttons”                  | PCD             | Francis Lawrence | [ 74 ]    |
| 2006 | „I Don't Need a Man”       | PCD             | Chris Applebaum  | [ 73 ]    |
| 2006 | „Wait a Minute”            | PCD             | Marc Webb        | [ 73 ]    |
| 2008 | „When I Grow Up”           | Doll Domination | Joseph Kahn      | [ 75 ]    |
| 2008 | „Whatcha Think About That” | Doll Domination | Diane Martel     | [ 73 ]    |
| 2008 | „I Hate This Part”         | Doll Domination | Joseph Kahn      | [ 75 ]    |